# Ängenäs
Ängenäs är en bebyggelse strax öster om Mellerud i Melleruds kommun. Från 2020 avgränsar SCB här en småort.